# الديحمة
الديحمة أو ديحمة هي قرية سعودية ساحلية في مركز السهي التابع لمحافظة صامطة جنوب منطقة جازان الواقعة جنوب غرب السعودية.

## الموقع
تتوسط الديحمة عدداً من القرى والهجر التابعة لها، والتي تقع في الجزء الغربي من منطقة جازان، ويصب وادي تعشر في البحر الأحمر غرب القرية، وجنوبا مركز الموسم وتقع الديحمة عن صامطة حوالي 25 كيلو متراً إلى الغرب على ساحل البحر الأحمر.
وتتشابه التضاريس في هذه القرى المتقاربة في وادي تعشر قرب الساحل، حيث توجد عدد من الشعاب والأودية المختلفة، وتمتد منازل السكان في هذه القرى على طول هذه المنطقة. لذا تتميز قرية ديحمة والقرى المجاورة لها بسهولة جغرافيتها، حيث أدت تلك الطبيعة إلى وجود تواصل بين السكان.

## المناخ
تقع الديحمة ـ بحكم موقعها الجغرافي ـ في نطاق الإقليم المداري الحار، الذي يتسم بالحرارة والجفاف في معظم أجزائه، كما يؤدي موقعها البحري على ساحل البحر الأحمر إلى حدوث المؤثرات البحرية في نطاق الساحل، وتخضع قرية ديحمة للرياح الموسمية من الشمال الغربي، التي تنشط في أشهر الصيف.

## السكان
يسكن قرية الديحمة وماتظمه من اسكانات تنموية  أُقيمت خلال الخمس سنوات الماضية حوالي10000نسمة. ويقيم سكان وسط ديحمة في منازل متقاربة مع بعضها البعض، وقد تغير البناء العمراني في وسط الديحمة ليكون جيدا ومناسبا للمعيشة في الكثير المنازل خلال العشر سنوات الماضية.
من القبائل التي تعيش في ديحمة: قبيلة القيسي وفروعها من بني السيد وبني الخال، وجميعهم من قيوس بني شبيل.
وقبيلة الصميلي والعقيلي وغيرهم ممن يتركزون في وسط القرية اما في اطرافها وبحكم وجود اسكانين تنموين فهي تحتوي على خليط كبير من القبائل المحلية.

## المرافق والمنشآت الحكومية
يوجد في قرية ديحمة مركز إمارة «السهي» ومركز صحي ومخفر للشرطة ومدارس لجميع المراحل منها مجمع مدارس تحفيظ القران الكريم بديحمة وسوق وبلدية ومركز اطفاء  تم افتتاحه حديثا وهي تفتقر لوجود مركز بريد الذي كان موجودا فيها ولكن تم اغلاقه.

## التعليم
ترتفع نسبة المتعلمين في ديحمة والقرى المجاورة لها، حيث أصبح نحو95% من الشباب والاطفال مجيدين للقراة والكتابة خلال ال10 سنوات الماضية، كما تصل نسبة المتعلمين لدى النساء إلى نحو 80%، في حين أن معظم الأمين لاتتجاوز نسبتهم كليا 10% ، بينما تتجاوز نسبة الذين يحملون الشهادة الجامعية 35%من الشباب. وقد زادت نسبت المتوظفين في الاونة الاخيرة من40%إلى 80% عند الرجال ومن10%إلى 35%عند النساء.

## الاقتصاد
تزداد الحركة التجارية في الديحمة إزدياداً كبيراً في هذه الفترة فهناك محطة وقود وهناك مكتبات للادوات المدرسية وهناك محلات حلاقة ومطاعم كبيرة وشقق للإجار ومحلات إصلاح السيارات والأهم هو وجود محلات لبيع الاغذية المنتشرة في جميع انحاء الديحمة.

## وصلات خارجية
موقع «جازان أونلاين» ـ فهرس القرى